# Linum bienne
Linum bienne (lino bravo, pálido, silvestre, bienal)  es una fanerógama del género Linum, nativa de la región mediterránea y del oeste de Europa, norte de Inglaterra, Irlanda.

Imagen de la planta

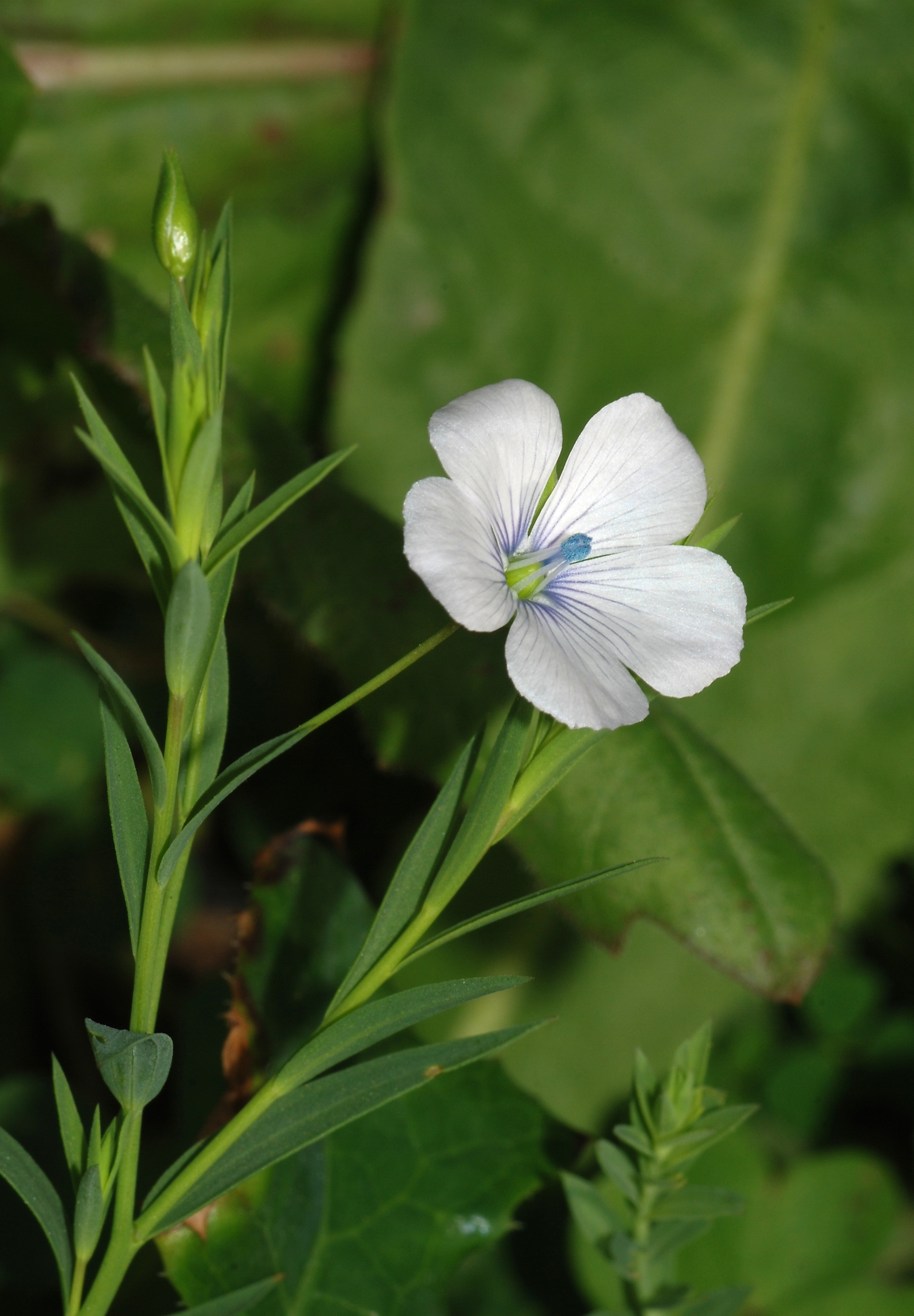
Flor

## Descripción
Crece como una planta bienal o perenne en praderas secas, soleadas, calcáreas o neutras, desde el nivel del mar a 1000 m s. n. m.  Tiene tallos largos, angostos de 6 dm de altura, y hojas finas de 15-25 mm de largo.  Las flores tienen cinco pétalos de cerca de 1 cm de long. y casi redondas; son azul pálidas pero manchadas con bandas más oscuras. Florece a fines de primavera y, al menos en regiones más templadas, durante el verano; es hermafrodita y de polinización por abejas y avispas.
Ha sido considerada como un posible escape del cultivado lino común, y puede aprovecharse como fibra sus tallos. También en jardinería por sus flores.
Fue introducida a América,  naturalizándose en las costas del Pacífico. También presente en Hawái.

## Hábitat
En cunetas y laderas de tierra caliza.

## Usos
De las semillas se obtiene el aceite de linaza. De sus tallos, tratados adecuadamente, se extraen unas fibras largas y blancas que sirven para confeccionar el tejido de lino. Medicinalmente se utiliza como laxante.

## Taxonomía
Linum bienne fue descrita por Philip Miller y publicado en The Gardeners Dictionary:... eighth edition no. 8. 1768.
Citología
Número de cromosomas de Linum bienne (Fam. Linaceae) y táxones infraespecíficos: 2n=32, n=15; 2n=30
Etimología
Linum: nombre genérico que deriva de la palabra griega: "linum" = "lino" utilizado por Teofrasto.
bienne: epíteto
Sinonimia
- Linum usitatissimum subsp. angustifolium  (Huds.) Thell. 1912
- Linum tenuifolium L. 1754
- Linum stocksianum Boiss. 1854
- Linum siculum C.Presl 1826
- Linum pyrenaicum Pourr. 1788
- Linum marginatum Poir. in Lam. 1814
- Linum hispanicum Mill. 1768
- Linum cribrosum Rchb. 1842
- Linum angustifolium var. ambiguum (Jord.) P.Fourn. 1937
- Linum angustifolium proles ambiguum (Jord.) Rouy
- Linum angustifolium Huds. 1778
- Linum ambiguum Jord. [1848]
- Linum agreste Brot. 1804
- Cathartolinum agreste Rchb. 1837
- Adenolinum angustifolium (Huds.) Rchb.
- Linum elatum Salisb. 1796
- Linum perenne (L.) Vill.

## Nombres comunes
- Castellano: galabera, linaza, linillo bravo, linillo doble (2), lino (2), lino bienal (2), lino bravo (9), lino burdo, lino de hoja estrecha, lino silvestre (2), linoso, lío, sinu.(el número entre paréntesis indica las especies que tienen el mismo nombre en España)[5]